# Атендорн
Атендорн (њем. Attendorn) град је у њемачкој савезној држави Северна Рајна-Вестфалија. Једно је од 7 општинских средишта округа Олпе. Према процјени из 2010. у граду је живјело 24.839 становника. Посједује регионалну шифру (AGS) 5966004, NUTS (DEA59) и LOCODE (DE ATN) код.

## Географски и демографски подаци
Атендорн се налази у савезној држави Северна Рајна-Вестфалија у округу Олпе. Град се налази на надморској висини од 257 метара. Површина општине износи 97,8 km². У самом граду је, према процјени из 2010. године, живјело 24.839 становника. Просјечна густина становништва износи 254 становника/km².

## Међународна сарадња
| Мјесто    | Држава               | Врста сарадње | Од    |
| --------- | -------------------- | ------------- | ----- |
| Бинјамина | Израел               | контакт       | 1980. |
| Мејдстон  | Уједињено Краљевство | контакт       | 1981. |
|           | Француска            | контакт       | 1979. |
|           | Француска            | контакт       | 1984. |
| Извор     |                      |               |       |